# Tachyoryctes daemon
Tachyoryctes daemon är en däggdjursart som beskrevs av Thomas 1909. Tachyoryctes daemon ingår i släktet afrikanska rotråttor, och familjen råttdjur. Inga underarter finns listade i Catalogue of Life.
Gnagarens holotyp hittades vid Kilimanjaro i Tanzania i ett område som ligger 1520 meter över havet. Arten godkänns inte av IUCN. Den betraktas där som synonym till Tachyoryctes splendens.